# الكلية الجامعية للعلوم والتكنولوجيا
أُنشِئَت الكلية الجامعية للعلوم والتكنولوجيا في خان يونس عام 1990 م كمؤسسةٍ أهلية، تُعنى بتدريس العلوم التقنية، وقد تولي مجلس التعليم العالي بالقدس الإشراف عليها عام 1994م، ثم تولت وزارة التربية والتعليم العالي الإشراف عليها، وأصبحت الكلية مؤسسة حكومية عام 1997 ومنذ تلك اللحظة لم تدّخر إدارة الكلية وبالتعاون مع وزارة التربية والتعليم العالي جهداً لجعل الكلية نواةً لجامعةٍ أكاديميةٍ رائدةٍ في مجال التعليم التقني التكنولوجي يخدم قطاعاً كبيراً من أبناء شعبنا الفلسطيني.
تمنح الكلية خريجيها درجتي البكالوريوس والدبلوم المتوسط في أربعةٍ وعشرينَ تخصصاً علمياً تقنياً ضمن برنامج دراسي متميز، وفق نظام الساعات المعتمدة، حيث يدرس الطالب 66 -75 ساعة معتمدة موزعة علي أربعةِ فصولٍ في تخصصاتِ درجة الدبلوم، وثمانيةِ فصولٍ دراسيةٍ موزعةٍ على أربعِ سنواتٍ لتخصصاتِ البكالوريوس، باستثناء تخصص المباني خلال خمسة أعوام، وتوزع الساعات المعتمدة لهذا التخصص على عشرة فصولٍ دراسية.

## أقسام الكلية

### العلوم الهندسية والفنون التطبيقية
تم افتتاح قسم العلوم الهندسية والفنون التطبيقية بالتزامن مع افتتاح الكلية في عام 1991م، ومنذ البداية عمل هذا القسم على مدى السنوات السابقة ومازال يعمل على تلبية حاجات المجتمع المحلي في مجال تقديم كفاءات فنية في مجال العمل الهندسي والفني، حيث يحتوي القسم على برامج عملية وفعالة تساهم بإمداد المجتمع بكوادر بشرية مؤهلة ومدرية ومزودة بالنظريات العملية والتطبيقات المهنية وتشارك في تنمية القطاعات الهندسية والفنية من خلال العمل في الشركات والمكاتب الهندسية والوزارات والمؤسسات العامة والخاصة.
يضم القسم مجموعة من أعضاء هيئة التدريس ذوي الكفاءة والمؤهلين من حملة الدرجات العلمية العالية، ويسعى القسم إلى التطوير والتحديث في المناهج والخطط الدراسية بما يتماشى مع التقدم العلمي والتكنولوجي في المجالات الهندسية والفنية، ويسعى كذلك إلى تطوير مختبراته العلمية بشكل دائم بحيث يمكن تقديم خدمات فنية واستشارية مختلفة للمؤسسات والوزارات والمجتمع المحلي.

### علوم الحاسوب وتكنولوجيا المعلومات
قسم علوم الحاسوب و تكنولوجيا المعلومات أحد الأقسام التي أنشئت بالكلية منذ تأسيسها عام 1990 , و يهدف القسم لإكساب الطلبة الملتحقين الأسس والقواعد العلمية والبرمجية في كافة مجالات الحوسبة وتكنولوجيا المعلومات، معززة بالتدريب والخبرة العملية لعلوم الحاسوب، ويمنح القسم نوعين من الدرجات في الاختصاصات التالية :
- برنامج البكالوريوس :

ويشترط أن يكون الطالب خريج القسم العلمي بمعدل 60% فما فوق في الثانوية العامة.ويضم القسم التخصصات الآتية:
1. تكنولوجيا المعلومات (IT)

- برنـامـــج الدبـلـــوم :

ويستطيع الطلبة من كافة الفروع الدارسية التقدم للالتحاق بهذا القسم شريطة أن يكون الطالب قد حصل على معدل 50% فما فوق في الثانوية العامة.ويضم البرنامج التخصصات الآتية:
1. البرمجيـات وقـواعـد البيانات
2. شبكات الحاسوب والانترنت
3. تكنولوجيا الوسائـط المتعـددة

### قسم العلوم الطبية
قسم العلوم الطبية من الأقسام الخمسة بكلية العلوم والتكنولوجيا والذي يهتم بتعليم وتدريب الطلبة علي التقنيات الحديثة في المجالات الطبية المختلفة. بداية أنشأ قسم العلوم الطبية بتخصصين بدرجة الدبلوم وهما الصيدلة والمختبرات الطبية ثم بدأ يتطور ويستحدث عدد من التخصصات لكي يواكب تطورات العصر واحتياجات السوق المحلية من الكفاءات العلمية التقنية.

### قسم العلوم الإدارية والمالية
نشأ قسم العلوم الإدارية والمالية مع نشأة الكلية عام 1990 تحت اسم قسم العلوم الإدارية والمالية والحاسوب، وكان في البداية يضم ثلاثة تخصصات فقط هي: ( تخصص إدارة الأعمال، تخصص البرمجة وتحليل النظم، تخصص المحاسبة) ، وأخذ القسم في التوسع والتطور السريعين حيث انفصل عن قسم الحاسوب ساعياً بلا توقف إلى افتتاح واعتماد البرامج الجديدة ليشمل وخلال خمس سنوات فقط على خمس برامج هي : ( إدارة الأعمال، المحاسبة، الإدارة المالية والمصرفية، الإدارة وأتمتة المكاتب، التسويق وإدارة المنتوجات) ، وفي العام الجامعي 2009/2010 ونظراً لحاجة السوق المحلي تم افتتاح واعتماد برنامجي ( بكالوريوس تكنولوجيا إدارة الأعمال، وبكالوريوس المحاسبة التطبيقية ) كما تم تعديل تخصص التسويق وإدارة المنتوجات ليصبح تخصص التسويق والتجارة الإلكترونية وذلك سعياً وراء مواكبة التقدم التكنولوجي والإلكتروني الهائل في مجال الأعمال، وفي نفس المجال يسعى القسم لتطوير البرامج الحالية واستحداث برامج جديدة تتلاءم واحتياجات السوق الحالية والمستقبلية ومتطلبات سوق العمل.

### القسم الأكاديمي
يعتبر القسم الاكاديمى من الأقسام المهمة بالكلية، حيث يشرف القسم على تدريس مساقات متطلبات الكلية لجميع التخصصات
في الكلية، وتوجد نخبه من المحاضرين أعضاء هيئه التدريس، لتدريس هذه المتطلبات ويعكف القسم على تطوير المناهج الدراسية للمتطلبات لاستبدال الملازم إلى كتب مناسبة في الشكل والحجم والمضمون ليعود ذلك بالنفع على الطلبة والكلية .
ويقوم القسم حاليا بإعداد خطه برنامج بكالوريوس معلم صف .